# Letoon
Letoon (starogrško Λητῶον), včasih polatinjeno v Letoum, je bilo svetišče boginje Leto blizu starodavnega mesta Ksantos v Likiji v južni Anatoliji. Bil je eno od najpomembnejših verskih središč v regiji. Najdišče leži južno od turške vasi Kumluova v okraju Fethiye province Muğla v Turčiji. Leži ob reki Ksantos približno štiri kilometre južno od Ksantosa.
Najdišče je od leta 1988 skupaj s Ksantosom na Unescovem seznamu svetovne kulturne dediščine.

## Zgodovina
Arheološke najdbe na tem mestu, ki ni bilo nikoli stalno naseljeno  naselje, kažejo na versko središče s konca 6. stoletja pr. n. št. Letoon je bil torej ustanovljen pred grško hegemonijo v Likiji, ki se je začela v začetku 4. stoletja pr. n. št. Mesto je bilo pred tem verjetno posvečeno starejšemu kultu boginje matere. V Likiji je to bila  Eni Mahanahi. Po prihodu Grkov jo je zamenjala boginja Leto, kateri sta se pridružila njena potomca, dvojčka Apolon in Artemida.
V grški mitologiji sta trditev o zgodnjem Apolonovem kultu v dolini Ksanta, ki ju sicer ne podpirata niti zgodovina niti arheologija, podala dva mita, oba povezana z eponimom "Likus". Eden od njiju je izviral iz avtohtonih Telhinov z Rodosa, ki naj bi kolonizirali regijo v času Devkalionove poplave. Drugi Likus je bil Atenec Likus, ki ga je brat Egej pregnal iz Aten. Likus je bil videc, ki je uvedel kult Likejskega Apolona. Slednjega je ljudska etimologija povezala z Likijo in zato Likusa  postavila za njenega atenskega kolonizatorja.
Temelje helenističnega templja, posvečenega boginji Leto in njenima otrokoma Apolonu in Artemidi, so začeli izkopavati leta 1962 pod vodstvom H. Metzgerja. Arheologi so izkopali večino ruševin in odkrili trijezični Letoonski napis v grščini, likijščini in aramejščini, ključen za razvozlanje likijskega jezika. Letoonski napis hrani Muzej Fethiye. 
Na svetost najdišča kaže Apijanova anekdota, povezana s kraljem Mitridatom  VI. Pontskim, ki je nameraval med svojim obleganjem likijskega obalnega mesta Patara za lastne namene posekati drevesa v svetem gaju. V nočni mori je dobil opozorilo, naj tega  svetoskrunskega dejanja ne stori.
Sveto mesto je ostalo dejavno vse do rimskega obdobja. V zgodnjem krščanskem obdobju je bila na najdišču zgrajena cerkev, ki je bila v 7. stoletju zapuščena. Za njeno gradnjo so uporabili kamen iz grških svetišč.

## Galerija
- Načrt Letoona
- Helenistična stoa
- Helenistično gledališče
- Mozaik v Apolonovem templju